# Kali (Croacia)
Kali es un municipio de Croacia en el condado de Zadar.

## Geografía
Se encuentra a una altitud de 23 m s. n. m. a 302 km de la capital nacional, Zagreb.

## Demografía
En el censo 2011 el total de población del municipio fue de 1638 habitantes. No tiene localidades dependientes en su ejido.
| Gráfica de población de Kali 1857-2011                              |
|                                                                     |
| Según los censos de población de la oficina estadística de Croacia. |